# China Lions
China Lions es un equipo profesional de rugby de la República Popular China que participan en el Global Rapid Rugby desde el año 2020.

## Historia
El equipo fue fundado en 2020 luego de una asociación entre la Federación de China y el equipo de Bay of Plenty de Nueva Zelanda.
El equipo debuta con un triunfo en el Global Rapid Rugby 2020 por un marcador de 29 a 22 frente al equipo Fijian Latui, durante la temporada el equipo debió establecerse en Nueva Zelanda debido a la Pandemia de COVID-19 en República Popular China.
Luego de disputada la primera fecha del campeonato la temporada fue cancelada debido a la Pandemia de COVID-19 y la imposibilidad de realizar viajes internacionales.

## Plantel
| Lions | |
| --- | --- |
| Pilares - Nico Aandewiel - Haereiti Hetet - Tevita Mafileo - Solomona Sakalia - Tevita Sole - Apitoni Toia - Viliami Leo Tosi Hooker - Greg Pleasants-Tate - Nic Souchon Segunda línea - Li Haitao - Iosefa Maloney-Fiaola - Ray Tatafu - Stan van den Hoven Tercera línea - Hugh Blake (c) - Kohan Herbert - Joe Johnston - Liu Luda - Hoani Matenga - Abraham Papali'i - Gao Yinghao | Medio-scrum - Luke Campbell - Leroy Carter - Te Aihe Toma Aperturas - Dan Hollinshead - Solofa Silipa - Dwayne Sweeney Centros - Joe Johnston - James Little - Mathew Skipwith-Garland Wings - Declan Barnett - Tyler Campbell - Dan Changshun - Fa'asiu Fuatai Fullbacks - Pryor Collier - Liam Coombes-Fabling |